# Hypocrites fulvipes
Hypocrites fulvipes là một loài bọ cánh cứng trong họ Cerambycidae.